# 東部知多温水プール
東部知多温水プール（とうぶちたおんすいプール）は、愛知県大府市にある温水プール。
愛称は「クリーンハート」であったが、住友重機械工業株式会社名古屋製造所とのネーミングライツ契約の締結に伴い、2020年（令和2年）4月1日より3年間「住友重機械 温水プール」に変更となる。

## 概要
隣接する東部知多クリーンセンターの余熱利用施設で、1991年（平成3年）6月28日にオープン。設置者は愛知県大府市、知多郡東浦町、豊明市、知多郡阿久比町で構成する一部事務組合「東部知多衛生組合」で、住友重機械グループのいずみサポート株式会社が運営受託している。
プールは一年を通して利用可能で水泳教室なども開催されている。

## 施設
- プール
  - 25mプール（水深 1.0m～1.2m×8コース）
  - 低学年プール
  - ちびっ子プール
- シャワー室
- ロッカー室
- クワコーナー
- 大会議室
- 小会議室
- 和室

## 所在地
- 愛知県大府市大東町2丁目96番地

## アクセス
- JR東海道本線「大府駅」より徒歩約20分。
- 知多半島道路大府東海ICから車で約15分。
- 大府市ふれあいバス 東コース「東部知多温水プール」停留所で下車すぐ。

## 周辺施設
- 東部知多クリーンセンター
- 東部知多浄化センター
- 住友重機械工業 名古屋製造所
- 住友ナコ フォークリフト